# Ulla Möllersvärd
Ulrika (Ulla) Ottiliana Möllersvärd, född 1791, död 1878, var en finländsk hovdam.

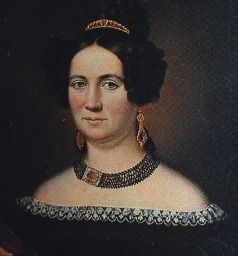
Ulla Möllersvärd 1820-tal.

Möllersvärd var i tjänst vid det ryska tsarhovet och har blivit föremål för skildringar i litteratur och film. 
Hon var dotter till Carl Adolph Möllersvärd av adelsätten Möllersvärd och syster till Carl Magnus Möllersvärd. Möllersvärd blev föremål för skvaller sedan hon dansat med tsar Alexander I av Ryssland på en bal vid Borgå lantdag 1809; de dansade ännu en gång på Mäntsälä några dagar senare. Scenen har sedan ofta skildrats inom fiktion. Hon var hovfröken vid det kejserliga ryska hovet i S:t Petersburg från 1811 till 1813. 
Ulla Möllersvärd var 1813–1814 gift med generalmajor Odert Reinhold von Essen den yngre. Efter skilsmässan arbetade hon som hushållerska för sin bror Carl Magnus på Mäntsälä och, efter dess försäljning 1833, i Borgå. 
Ulla Möllersvärd var en omtalad person i det samtida Finland: hon påstods vara hemlig dotter till Sofia Albertina av Sverige och själv ha haft ett förhållande med tsar Alexander och fått en hemlig son med honom.